# Jesús Valenzuela
Jesús Noel Valenzuela Sáez (Acarigua, 24 de noviembre de 1983) es un árbitro de fútbol venezolano. Es árbitro internacional de la FIFA desde 2013.
Debutó en Venezuela en el Torneo Apertura de la Primera División Venezolana 2011-12.
Fue seleccionado por la FIFA para ser árbitro en el Mundial de Catar 2022, siendo el segundo venezolano en participar la Copa del Mundo después de Vicente Llobregat en 1974. 
El 14 de diciembre de 2021, Valenzuela fue nombrado por la IFFHS, como el mejor árbitro de la CONMEBOL.

## Copa Mundial de la FIFA
| Copa Mundial de Fútbol de 2022 – Catar | Copa Mundial de Fútbol de 2022 – Catar | Copa Mundial de Fútbol de 2022 – Catar | Copa Mundial de Fútbol de 2022 – Catar | Copa Mundial de Fútbol de 2022 – Catar | Copa Mundial de Fútbol de 2022 – Catar | Copa Mundial de Fútbol de 2022 – Catar | Copa Mundial de Fútbol de 2022 – Catar |
| Fecha                                  | Partido                                | Sede                                   | Fase                                   | Amonestado                             | Expulsado                              | Expulsado                              | Anotado · Penal                        |
| -------------------------------------- | -------------------------------------- | -------------------------------------- | -------------------------------------- | -------------------------------------- | -------------------------------------- | -------------------------------------- | -------------------------------------- |
| 25 de noviembre de 2022                | Inglaterra 0 – 0 Estados Unidos        | Jor                                    | Fase de grupos                         | 0                                      | 0                                      | 0                                      | 0                                      |
| 4 de diciembre de 2022                 | Francia 3 – 1 Polonia                  | Doha                                   | Octavos de final                       | 0                                      | 0                                      | 0                                      | 1                                      |